# Sadeh
Sadeh (en persa: سده‎  también transliterado como Sade), es un festival iraní que se remonta al Imperio aqueménida. Sadeh celebra 50 días antes de Nouruz. Sadeh en persa significa "cien" y se refiere a cien días y cien noches que quedan hasta el comienzo de la primavera. Sadeh es un festival de mediados de invierno que se celebraba con grandeza y magnificencia en la antigua Persia. Era una fiesta en honor al fuego y para derrotar a las fuerzas de la oscuridad, la escarcha y el frío.

## Historia
Las leyendas dicen que el rey Hushang, el segundo rey de la dinastía mitológica Pishdadian (Pishdad significa dar la Ley), estableció la tradición Sadeh. Se dice que una vez Hushang estaba escalando una montaña cuando vio una serpiente y quiso golpearla con una piedra. Cuando arrojó la piedra, ésta cayó sobre otra piedra y como ambas eran pedernales, se produjo un incendio y la serpiente escapó. Así descubrió cómo encender un fuego. Hushang se animó y alabó a Dios quien le reveló el secreto de encender un fuego. Luego anunció: "Esta es una luz de Dios. Por eso debemos admirarla".
Según las creencias religiosas, Jashn-e Sadeh recuerda la importancia de la luz, el fuego y la energía; la luz que viene de Dios se encuentra en el corazón de sus criaturas.
En la antigüedad, Jashn-e Sadeh se celebraba encendiendo fuego. Para los zoroastrianos, la principal preparación para Sadeh era, y en algunas partes sigue siendo, recoger leña el día anterior al festival. Los adolescentes acompañados por algunos hombres adultos iban a las montañas locales a recolectar espinas de camello, un arbusto común en el desierto de Irán. Para la mayoría, ésta es la primera vez que están lejos de sus familias. La ocasión se asemeja a un ritual de paso a la edad adulta, un paso notable para los niños en su camino hacia la edad adulta. Los niños llevaban las espinas de los camellos a los templos de sus ciudades. Si era la primera vez que lo hacían, a su regreso se realizó una celebración en casa con la presencia de amigos y familiares.
En la antigüedad, los fuegos siempre se encendían cerca del agua y de los templos (véase también: Templo de fuego). Originalmente, el fuego pretendía ayudar a resucitar el sol y devolver el calor y la luz del verano. También estaba destinado a ahuyentar a los demonios de la escarcha y el frío, que convertían el agua en hielo y, por tanto, podían matar las raíces de las plantas.

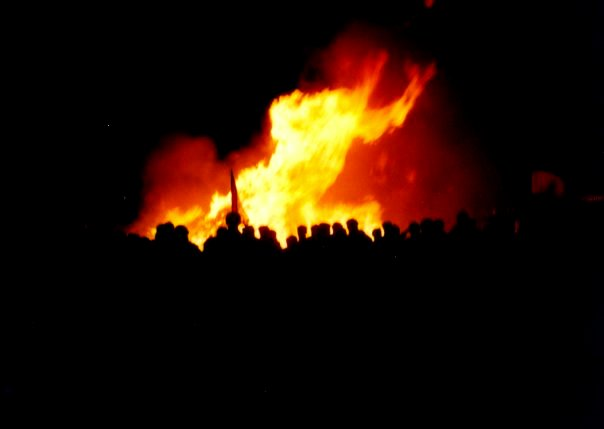
Sadeh en Varjavand Kushk, 2003.

El fuego se mantuvo encendido toda la noche. Al día siguiente, las mujeres iban al fuego por la mañana y cada una llevaba una pequeña porción del fuego a sus hogares para hacer un nuevo fuego resplandeciente con el "fuego bendito" del templo. Esto es para difundir la bendición del fuego de Sadeh a todos los hogares del vecindario. Lo que quede del incendio se llevaría de regreso al santuario para colocarlo en un contenedor y conservarlo en el templo hasta el próximo año. De esta forma el fuego se mantiene encendido durante todo el año. El "fuego eterno" simboliza también el amor a la patria que está siempre vivo como un fuego ferviente en el corazón de las personas.
Las festividades normalmente durarían tres días. Las tardes se pasan comiendo y repartiendo alimentos como donaciones, alimentos que se preparan con corderos sacrificados y se distribuyen entre los pobres.
El informe más elaborado de la celebración de Sadeh después de la conquista musulmana de Persia en el siglo VII d. C. proviene del siglo X d. C. durante el reinado de Mardavij de la dinastía Ziyarid, gobernante de Isfahán. La dinastía Ziyarid hizo todo lo posible por mantener las tradiciones persas. Se encendieron hogueras a ambos lados del río Zayandeh para recordar la costumbre de Sadeh. Los fuegos se guardaban en soportes metálicos especialmente construidos. Cientos de pájaros fueron liberados mientras los fuegos artificiales iluminaban el cielo. Hubo fuegos artificiales, bailes y música con fastuosos banquetes de cordero asado, ternera, pollo y otras delicias.
Hoy en día la ceremonia se celebra algo así como en la antigüedad en algunas ciudades iraníes como Kermán y Yazd. Jashn e Sadeh también se celebra todos los años en los jardines Kushke Varjavand en Karaj (un municipio de la provincia de Teherán) espléndidamente con la presencia de zoroastrianos persas y otros interesados en las ceremonias tradicionales persas. A veces los fuegos no se encienden afuera y todas las actividades se llevan a cabo dentro de los templos de Zoroastro. Las actividades de recolección de espinas de camello casi se han detenido, aunque se están haciendo esfuerzos para preservar la tradición. Sin embargo, la mayoría de los iraníes/persas se están familiarizando cada vez más con la ocasión y hay reuniones y celebraciones incluso fuera del país el 30 de enero cada año. La gente se reunirá y orará, y luego se tomarán de las manos, formarán un círculo y bailarán alrededor del fuego.

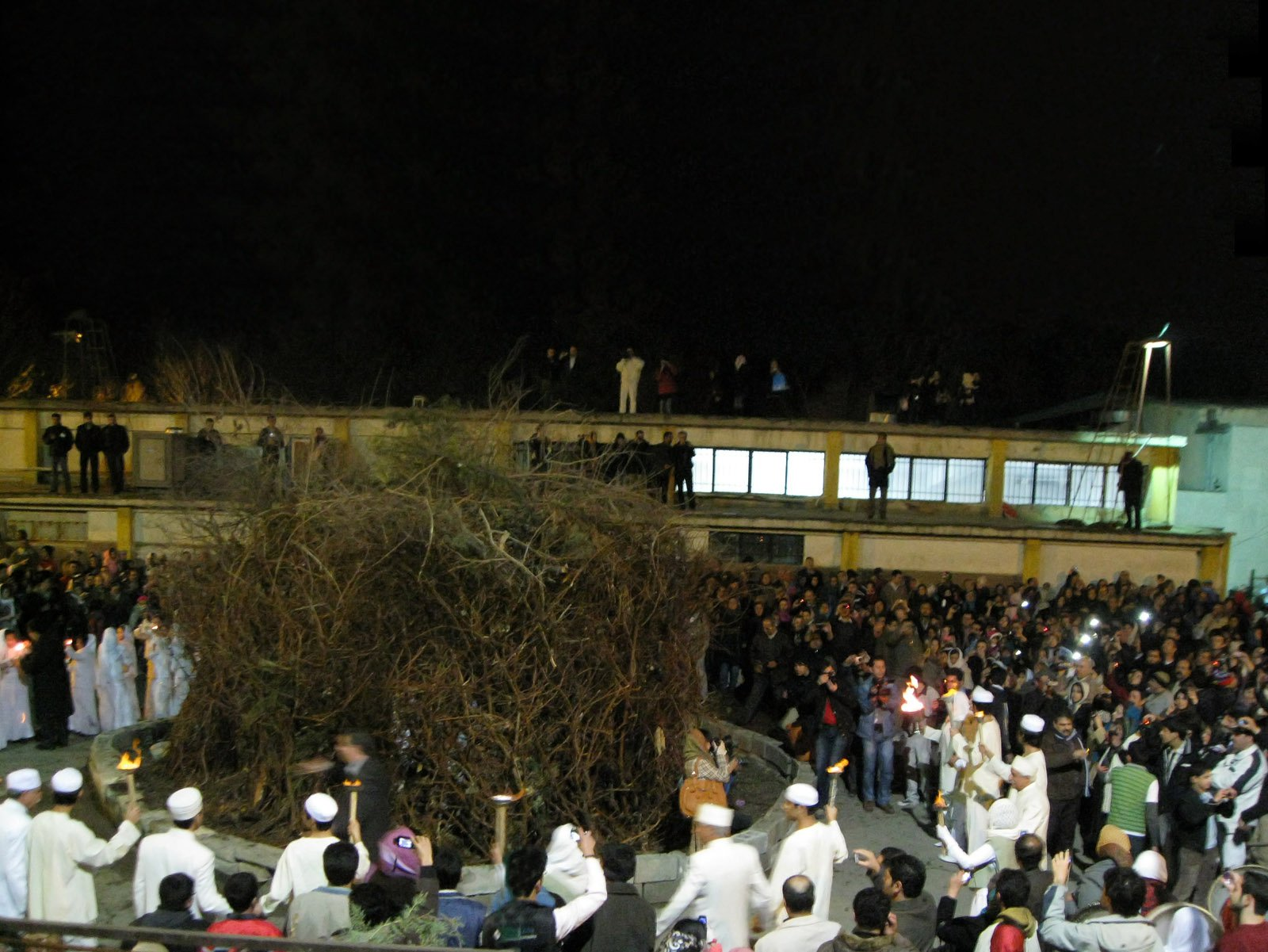
Sadeh en Teheránpars Markar, 2011

Cada año, el 30 de enero, miles de zoroastrianos en Irán y otros países celebran la fiesta religiosa de Jashn-e Sadeh quemando leña en un espacio abierto para simbolizar la llegada de la primavera y como muestra simbólica de la eterna lucha contra la travesura.
Hay una cueva en una montaña cerca de Yazd, llamada Templo del Fuego Chak-Chak. Cada año se celebran allí ceremonias especiales durante la Fiesta de Sadeh. Se cree que la última princesa zoroástrica se refugió allí en el año 640 d. C. cuando los musulmanes expandieron su poder hacia el este.
Aunque para la mayoría de los iraníes Sadeh no tiene ningún significado religioso y no implica rituales específicos aparte de encender fuegos al atardecer y pasar un rato alegre, los iraníes de todas las religiones hacen un esfuerzo colectivo en este día para mantenerse al día con sus antiguas tradiciones y celebrar la preciosidad de la creación.
Sadeh presenta una narrativa compleja, en la cual se observan dos días distintos para la veneración del festival. Además de los 50 días (100 días y noches) previos al inicio del nuevo año (o el centésimo día después del gahambar de Ayathrima), mencionado anteriormente, otra festividad marcaba los cien días previos al año nuevo religioso (el cual no necesariamente coincide con el año nuevo de primavera). No se tiene claridad sobre la razón de la existencia de dos festivales Sadeh y por qué diferentes regiones han adoptado fechas distintas. Muchas de las festividades sagradas de Zoroastro eran y son celebradas dos veces; lo más probable es que esto se deba a la reforma del calendario en el siglo III d. C..
A partir de 2017, el Gobierno de Tayikistán ha otorgado oficialmente reconocimiento y celebración a Sadeh.
El 30 de enero de 2023, personas en varias ciudades diferentes de Irán celebraron Sadeh. A raíz de las protestas en curso, un gran número de personas celebraron Sadeh y prepararon fuego como símbolo de la fiesta de Sadeh en todo Irán. Entre las ciudades que celebraron Sadeh, se encontraban Teherán, Tabriz, Izeh, Ahvaz, Shiraz, Kermán, Sanandaj, Isfahán, Zanyán, Kermanshah, Yazd, Malayer, Mashhad y algunas ciudades de Hormozgán. En Teherán, los distritos de Amanieh, Shahr-Ara, Andisheh, Shahriyar, Haft-howz, Ekbatan, Beheshti y Sohrevardi fueron algunos de los barrios en los que se celebró Sadeh preparando fuego. Algunas personas también se reunieron en las montañas del norte de Teherán y encendieron fuego para celebrar a Sadeh.